# Sasebo
Thành phố Sasebo (tiếng Nhật: 佐世保市 Tá Thế Bảo thị) là một đô thị loại đặc biệt thuộc tỉnh Nagasaki, vùng Kyūshū, Nhật Bản. Thành phố được chỉ định làm một đô thị nghỉ dưỡng và chữa bệnh của Nhật Bản. Thành phố được thành lập ngày 01 tháng 4 năm 1902. Đến năm 2009, dân số thành phố là 252.698 người trên tổng  diện tích  364 km², mật độ 694 người/km². Thành phố bao gồm một phần của vườn quốc gia Saikai, và ở phía nam thành phố là khu phố phong cách Hà Lan Huis ten Bosch.

## Thành phố kết nghĩa
Sasebo kết nghĩa với 3 thành phố nước ngoài và 1 thành phố trong nước.
- Albuquerque, New Mexico, Hoa Kỳ
- Coffs Harbour, Australia
- Hạ Môn, Trung Quốc
- Kokonoe, Ōita

## Các điểm hấp dẫn
- Huis Ten Bosch
- Vườn thú Sasebo
- Quần đảo Kujū-ku
- Kōzakihana, điểm cực tây của đảo Kyūshū
- Cầu ShinSaikai Lưu trữ ngày 3 tháng 12 năm 2010 tại Wayback Machine nơi có thể quan sát nhiều xoáy nước thú vị.

## Thư viện ảnh

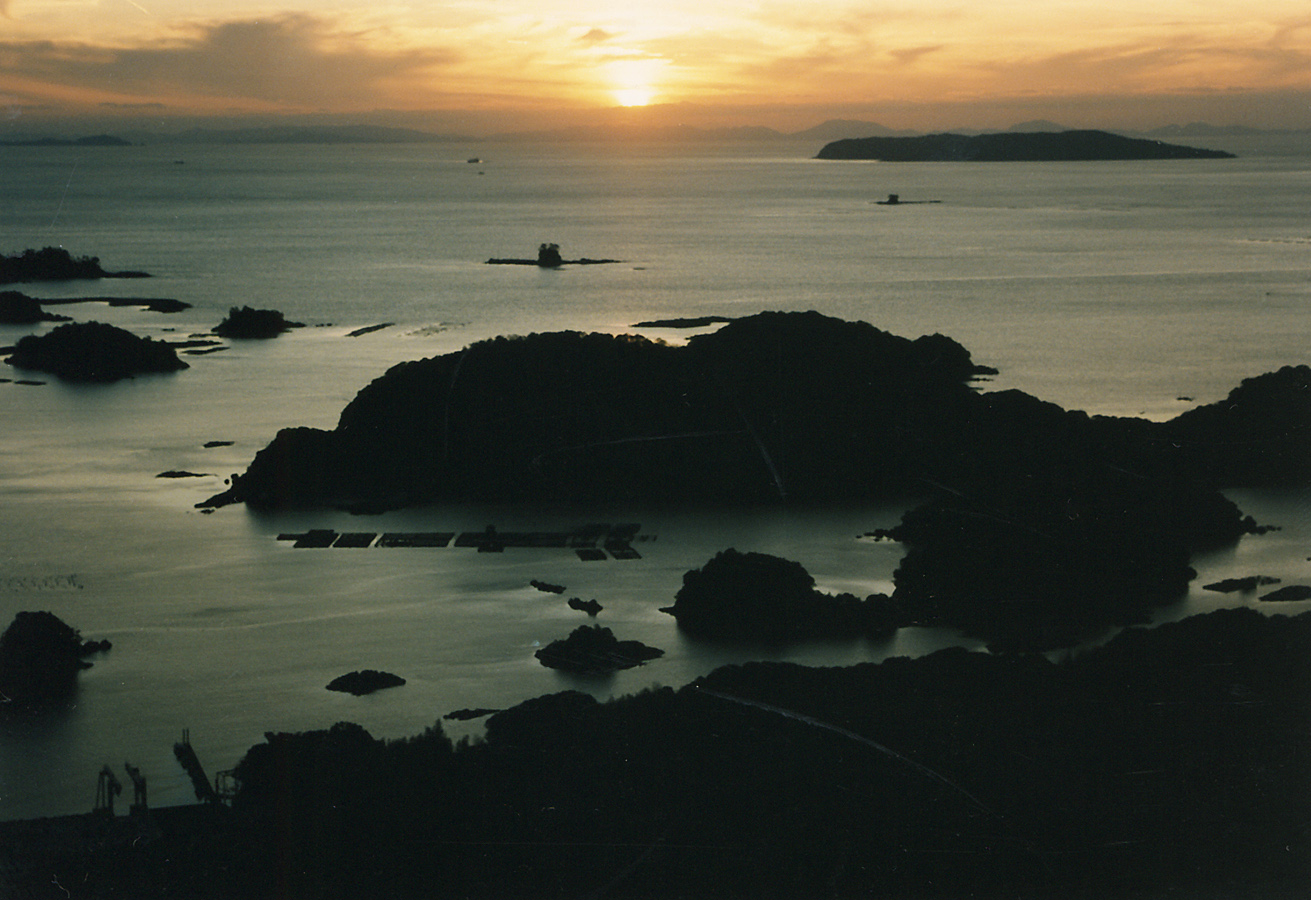
Hoàng hôn trên quần sảo Kujū-ku ở Sasebo
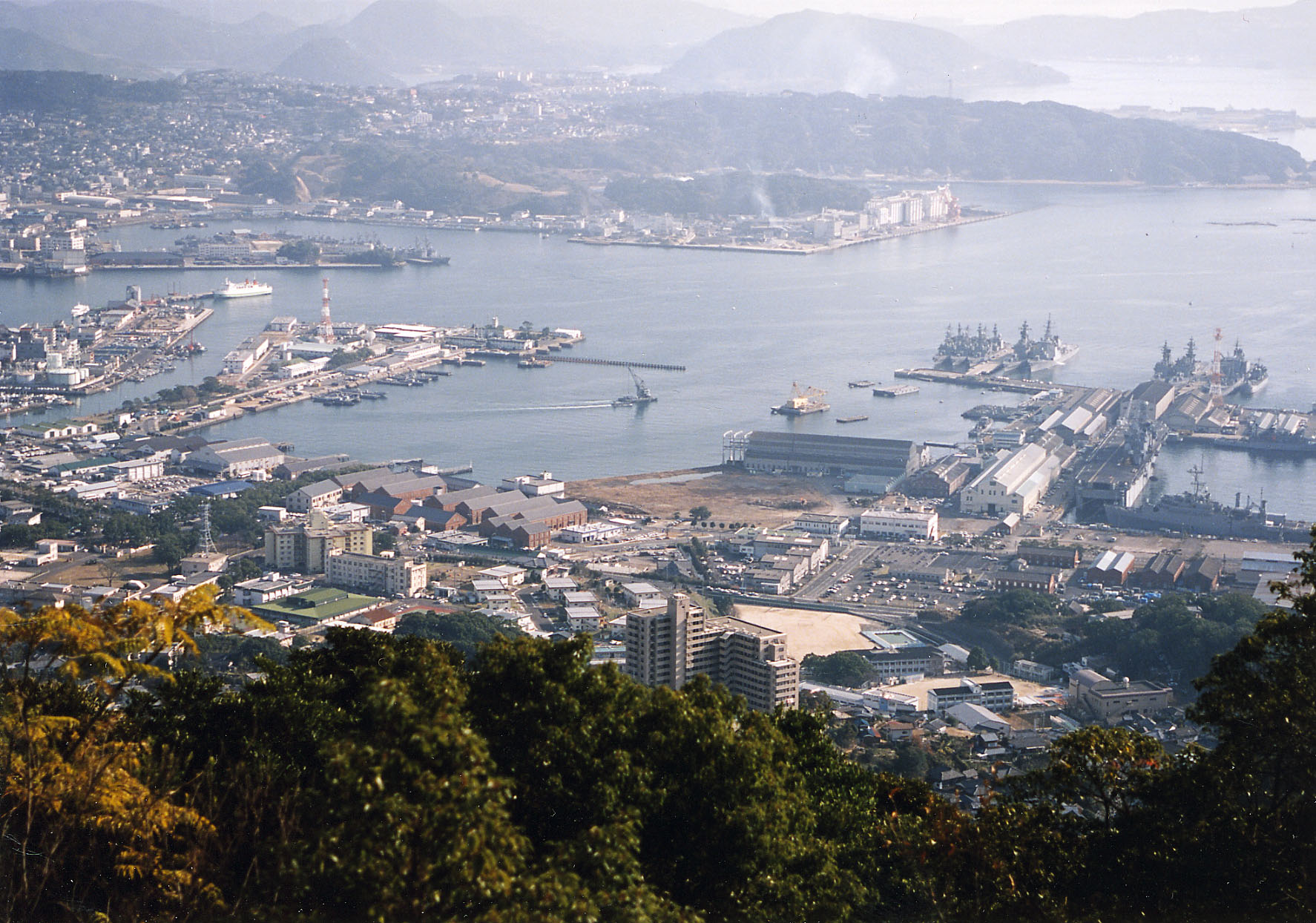
Cảng Sasebo nhìn từ núi Yumihari
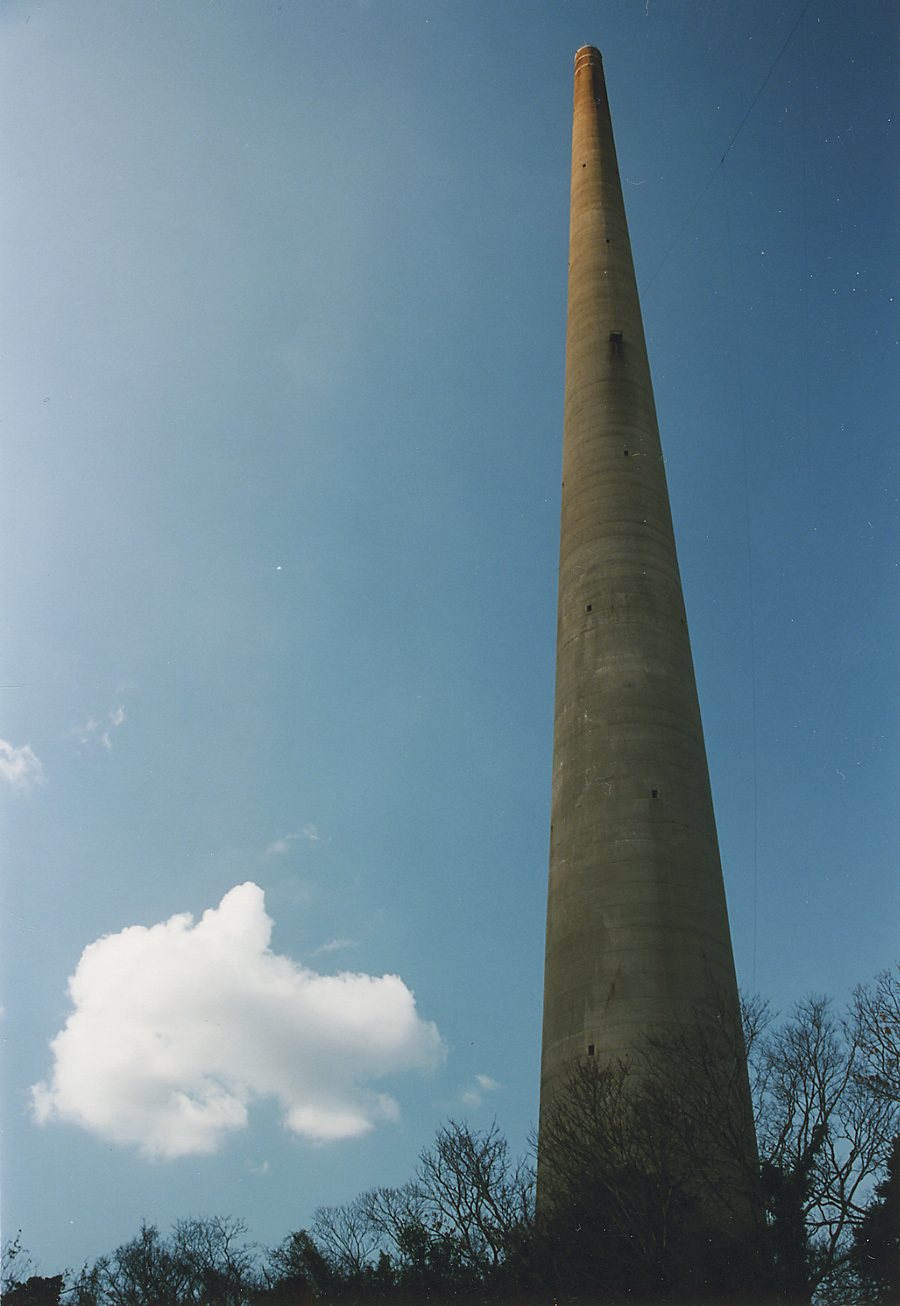
Tháp Radio từ "núi Niitaka"
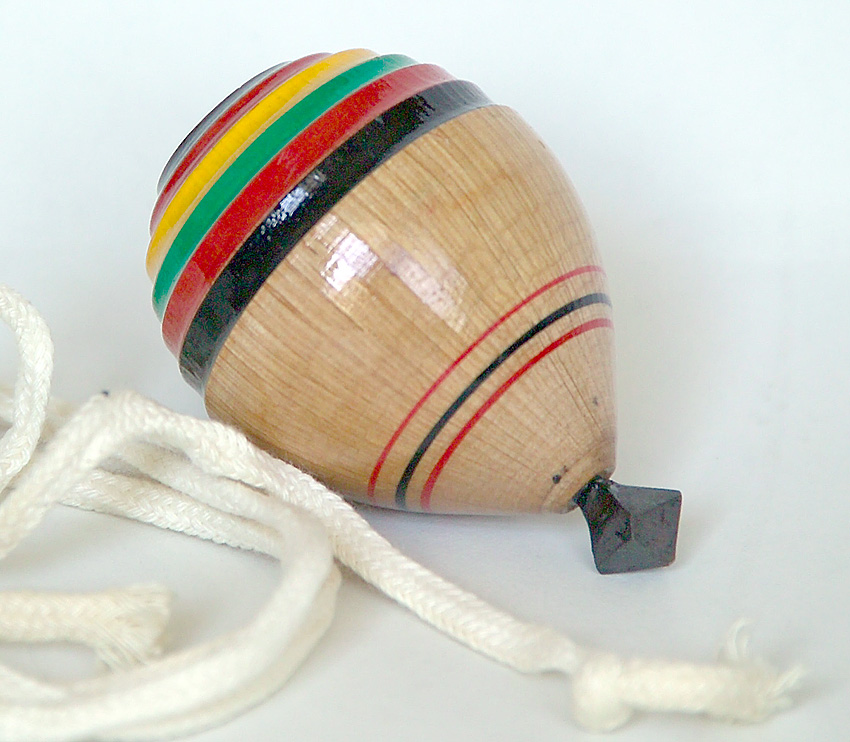
Món quà lưu niệm phổ biến của Sasebo.